# クニッシュ

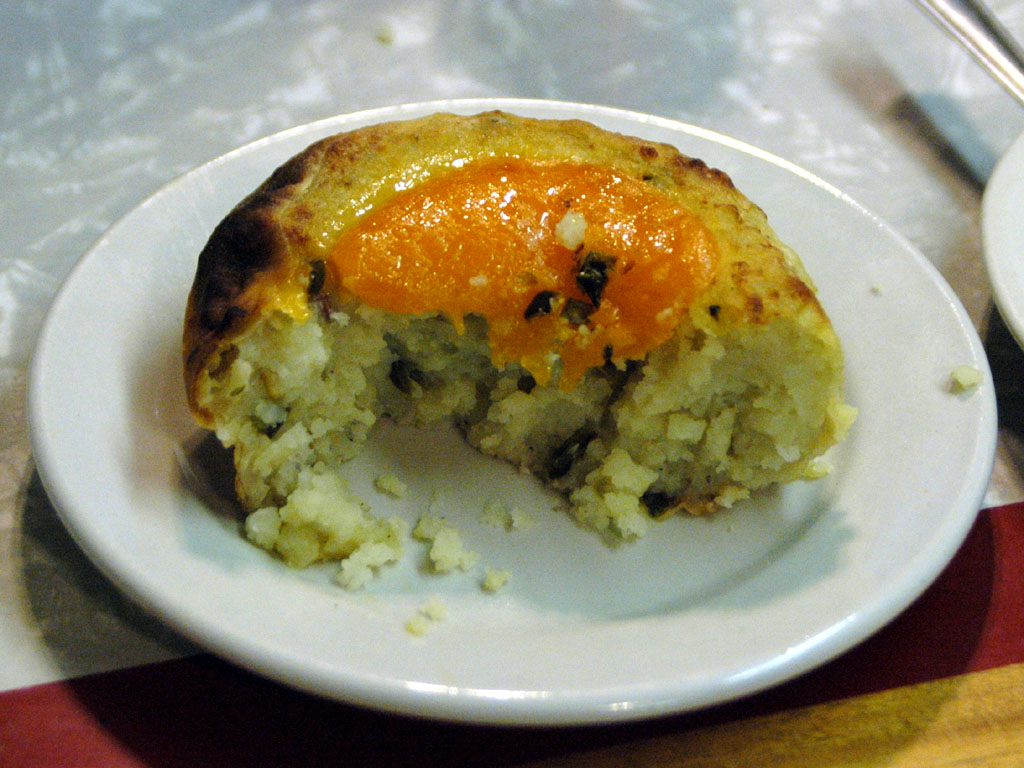
ニューヨークのクニッシュ専門店ヨナ・シンメルズ・クニッシュ・ベーカリーのクニッシュ

クニッシュ（英語: knish、イディッシュ語: קניש）またはクヌィーシュ（ウクライナ語: Книш）は、小麦粉の生地でフィリングを包んだ東ヨーロッパの伝統的な軽食のひとつ。ユダヤ系デリカテッセンなどで食べられる、東ヨーロッパ系ユダヤ人の軽食として有名。

## 概要
オーブンで焼くタイプのピロシキに似ているが、形状が異なる。
アシュケナジムのクニッシュはパイ生地を用いる。最も伝統的なフィリングはシュマルツで調味したタマネギ入りのマッシュポテトのみでつくられるが、マッシュポテトに牛挽き肉、ホウレンソウ、ソバの実のカーシャ、ミックスベジタブルなどを加えたり、ジャガイモの代わりにサツマイモを用いたクニッシュもある。元々はクニッシュを長方形に成形していたが、近年では右上の画像のように丸く成形し、頂部の生地に穴をあけて中身が少し見えるようにした形が多くなった。
ウクライナのクヌィーシュ（複数形：クヌィーシ Книші）は、牛乳、バター、鶏卵入りのイースト生地で野菜（タマネギ、キャベツ、カブなど）、肉またはフレッシュチーズの具を包んだ料理である。ウクライナ出身の料理研究家マルタ・ファーリー・ピセツカによると、20世紀までにはクヌィーシュの人気は衰えてしまったという。カルパティア山脈地方のブコビナなどでは、カーシャをフィリングとしていた。長方形にのばした生地の上にフィリングをのせて、焼いた際に中の蒸気が逃げるように少し隙間を開けて包むのが特徴。
東ヨーロッパにおいてはオードブルに供されるような小さいサイズのものが一般的であるが、ニューヨークなどではハンバーガーほどの大きさのものがよく売られている。